# Xbox Live Arcade Unplugged
Xbox Live Arcade Unplugged é uma série de jogos do Xbox 360 lançados que permitem o jogo de jogos Xbox Live Arcade, sem a necessidade de uma compra via Xbox Live.

## Xbox Live Arcade Unplugged Vol. 1
Xbox Live Arcade Unplugged Vol. 1 é um pacote de varejo de seis jogos Xbox Live Arcade e três demos. O disco funciona inserindo-o no sistema como qualquer outro jogo. No entanto, ao invés de executar diretamente qualquer um dos títulos, ele leva à um menu do jogo no início do Xbox onde você vê jogos extras que são jogáveis.

### Jogos incluídos
| Título                       | Desenvolvedor           | Recursos no Live                                                                       |                 |
| Jogos completos              | Jogos completos         | Jogos completos                                                                        | Jogos completos |
| ---------------------------- | ----------------------- | -------------------------------------------------------------------------------------- | --------------- |
| Bejeweled 2                  | PopCap Games/CTXM       | Classificações                                                                         |                 |
| Geometry Wars: Retro Evolved | Bizarre Creations       | Classificações                                                                         |                 |
| Hardwood Backgammon          | Silver Creek            | Classificações, Multijogador, Câmera ativada                                           |                 |
| Outpost Kaloki X             | NinjaBee                | Classificações, Conteúdo para download                                                 |                 |
| Texas Hold 'em               | TikGames                | Classificações, Multijogador, Câmera ativada                                           |                 |
| Wik and the Fable of Souls   | Reflexive Entertainment | Classificações, Multijogador                                                           |                 |
| Demos                        |                         |                                                                                        |                 |
| Feeding Frenzy               | Sprout Games/CTXM       | Classificações                                                                         |                 |
| Marble Blast Ultra           | GarageGames             | Classificações, Multijogador                                                           |                 |
| Uno                          | Carbonated Games        | Classificações, Multijogador, Jogo cooperativo, Câmera ativada, Conteúdo para download |                 |

## Xbox Live Arcade Compilation Disc
Xbox Live Arcade Compilation Disc é um pacote de cinco jogos do Xbox Live Arcade. A compilação foi empacotada com o Xbox 360 Arcade. O disco funciona inserindo-o no sistema como qualquer outro jogo. No entanto, em vez de executar diretamente qualquer um dos títulos, ele adiciona cinco itens ao menu do Xbox Live Arcade com um pequeno ícone de disco ao lado de cada nome. Um pacote duplo com este jogo e Sega Superstars Tennis também foi empacotado com algumas unidades do Xbox.

### Jogos incluídos
| Título                       | Desenvolvedor                      | Recursos no Live                                                    |                 |
| Jogos completos              | Jogos completos                    | Jogos completos                                                     | Jogos completos |
| ---------------------------- | ---------------------------------- | ------------------------------------------------------------------- | --------------- |
| Boom Boom Rocket             | Bizarre CreationsBizarre Creations | Classificações                                                      |                 |
| Feeding Frenzy               | PopCap GamesPopCap Games           | Classificações                                                      |                 |
| Luxor 2                      | MumboJumbo                         | Classificações, Conteúdo para download                              |                 |
| Pac-Man Championship Edition | Namco Bandai                       | Classificações                                                      |                 |
| Uno                          | Jogos Carbonatados                 | Classificações, Multijogador, Câmera ativada, Avatares              |                 |
| Demos                        |                                    |                                                                     |                 |
| Marble Blast Ultra           | GarageGames                        | Classificações, Multijogador                                        |                 |
| 3D Ultra Minigolf Adventures | Wanako Games                       | Multiplayer, Conteúdo para download, Câmera ativada, Classificações |                 |
| Frogger                      | Konami                             | Multiplayer, Classificações                                         |                 |
| Viva Piñata                  | Microsoft Game Studios             | Multijogador                                                        |                 |
| Surf's Up                    | Ubisoft                            |                                                                     |                 |
| Zuma                         | Oberon Media                       |                                                                     |                 |
| Soltrio Solitaire            | Silver Creek Entertainment         | Conteúdo para download, Classificações, Câmera ativada              |                 |

## Xbox Live Arcade Game Pack
Xbox Live Arcade Game Pack é um pacote de três jogos Xbox Live Arcade. A compilação foi empacotada com um controle sem fio preto. O disco funciona inserindo-o no sistema como qualquer outro jogo. No entanto, em vez de executar diretamente qualquer um dos títulos, ele adiciona três itens ao menu do Xbox Live Arcade com um pequeno ícone de disco ao lado de cada nome.

### Jogos incluídos
| Título                         | Desenvolvedor          | Recursos no Live |                 |
| Jogos completos                | Jogos completos        | Jogos completos  | Jogos completos |
| ------------------------------ | ---------------------- | ---------------- | --------------- |
| Geometry Wars: Retro Evolved 2 | Bizarre Creations      | Classificações   |                 |
| Lumines Live!                  | Q Entertainment        | Classificações   |                 |
| Bomberman Live                 | Backbone Entertainment | Classificações   |                 |

## Xbox 360 Triple Pack
Xbox 360 Triple Pack é um pacote de três jogos populares do Xbox Live Arcade. Um menu de seleção de jogos é iniciado inserindo o disco no sistema. Todos os três jogos também são adicionados à biblioteca do jogo quando o disco está na bandeja. O disco é necessário para jogar os jogos, mesmo quando os jogos estão instalados. Jogos não podem ser instalados separadamente.

### Jogos incluídos
| Título          | Desenvolvedor       | Recursos no Live                                                  |                 |
| Jogos completos | Jogos completos     | Jogos completos                                                   | Jogos completos |
| --------------- | ------------------- | ----------------------------------------------------------------- | --------------- |
| Limbo           | Playdead Studios    | Classificações                                                    |                 |
| Trials HD       | RedLynx             | Classificações, Compartilhamento de pistas personalizadas criadas |                 |
| 'Splosion Man   | Twisted Pixel Games | Classificações, Jogo cooperativo                                  |                 |

## Volumes futuros
David Edery, Gerente de Portfólio de Jogos Mundiais da Microsoft, afirmou em uma entrevista em 2007 que Unplugged Vol. 2 foi uma das muitas "opções" sendo "avaliadas" para lançamento.
Empresas como a Konami (Konami Classics Volume 1 & Volume 2), Namco Bandai Games (Namco Museum Virtual Arcade), PopCap Games (PopCap Arcade), Sega (Dreamcast Collection) e Capcom (Capcom Digital Collection) fizeram compilações de disco de seus respectivos jogos XBLA.